# N-113
La N-113 es una carretera nacional española. Tiene una longitud de 45 km y comunica la N-122 en Ágreda, población de la Provincia de Soria, con la AP-15 y la N-121 en Valtierra, Navarra, pasando por las poblaciones de Cintruénigo y Castejón.

## Recorrido
La N-113 inicia su recorrido en el enlace con la A-15, que es la conversión de la N-122 en autovía, en Ágreda (Soria). Se dirige en dirección norte atravesando la población riojana de Valverde. A continuación entra en Navarra, bordea las poblaciones de Cintruénigo y Corella y enlaza con la N-232 que une Logroño con Zaragoza. Luego, bordea la población de Castejón, cruza el Río Ebro y finaliza su recorrido en el enlace con la N-121 y AP-15 que se dirigen hacia Pamplona y la NA-134, que se dirige a Valtierra y Tudela.
|  | RP2q | RP2sewRP2 | RP2q |

|  |  | RP2 |

|  | RP2q | RP2O | RP2q |

|  | RP4q | RP2oRP4 | RP4q |

|  | RP2q | RP2O | RP2q |

|  |  | RP2 |

|  | WASSERq | RP2oW | WASSERq |

|  | RP2q | RP2O | RP2q |

|  | STRq | SKRZ-G2hrq | STRq |

|  | STRq | SKRZ-G2hlq | STRq |

|  | RP2q | RP2wensRP2 | RP2q |

|  |  | RP2esRP2 | RP2q |

|  |  | RP2 |

|  | lGRZq | RP2+GRZq | lGRZq |

|  |  | RP2 |

|  | WASSERq | RP2oW2 | WASSERq |

|  |  | RP2 |

|  | RP2+l | RP2wensRP2 | RP2+r |

|  | RP2nswRP2 | RP2uRP2 | RP2nseRP2 |

|  | RP2l | RP2wensRP2 | RP2rf |

|  |  | RP2 |

|  | lGRZq | RP2+GRZq | lGRZq |

|  |  | RP2 |

|  |  | RP2 |

|  | RP4q | RP2uRP4 | RP4q |

|  | STRq | SKRZ-G2uq | STRq |

|  | RP2+l | RP2oRP2 | RP2+r |

|  | RP2 | RP2esRP2 | RP2neRP2 |

|  | RP2l | RP2wsRP2 |  |

|  |  | RP2 |

|  | RP2+l | RP2wensRP2 | RP2+r |

|  | RP2nswRP2 | RP2uRP2 | RP2nseRP2 |

|  | RP2l | RP2wensRP2 | RP2rf |

|  | RP2q | RP2wnsRP2 |  |

|  |  | RP2 |

|  | RP2q | RP2O | RP2q |

|  | RP2q | RP2wnsRP2 |  |

|  |  | RP2ensRP2 | RP2q |

|  | RP2O | RP2wensRP2 | RP2sewRP2 |

|  | RP2l | RP2uRP2 | RP2O-e |

|  | WASSERq | RP2oW2 | WASSERq |

|  | RP2+l | RP2oRP2 | RP2q |

|  | RP2newRP2 | RP2wensRP2 | RP2q |

|  | STRq | SKRZ-G2oq | STRq |

|  | RP2q | RP2wnsRP2 |  |

|  |  | RP2 |

|  | RP2q | RP2wnsRP2 |  |

|  |  | RP2ensRP2 | RP2q |

|  |  | RP2 |

|  | STRq | SKRZ-G2uq | STRq |

|  |  | RP2 |

|  |  | RP2 |

|  | lGRZq | RP2+GRZq | lGRZq |

|  |  | RP2 |

|  |  | RP2 |

|  | RP2q | RP2uRP2 | RP2+r |

|  |  | RP2ensRP2 | RP2rf |

|  |  | RP2 |

|  | RP2q | RP2wRP2 |  |

|  |  | uSTRb + RP2 |

|  | STRq | SKRZ-G2uq | STRq |

|  |  | RP2 |

|  | lGRZq | RP2+GRZq | lGRZq |

|  |  | RP2 |

|  | lGRZq | RP2+GRZq | lGRZq |

|  |  | RP2 |

|  |  | RP2 |

|  | RP2q | RP2wnsRP2 |  |

|  |  | RP2 |

|  | STRq | SKRZ-G2oq | STRq |

|  | RP4q | RP4ORP2ns | RP4q |

|  |  | RP2 |

## Poblaciones y enlaces importantes
- Ágreda A-15 N-122.
- Valverde LR-123.
- Cintruénigo NA-160.
- Corella.
- Castejón.
- Valtierra N-121 AP-15 NA-134

- Datos: Q2680785